# Харитоновка (приток Большого Кинеля)
Харитоновка — река в России, протекает в Оренбургской области.

## География и гидрология
Река Харитоновка — левобережный приток Большого Кинеля, её устье находится в 336 километрах от устья Большого Кинеля. Длина реки — 11 км. Площадь водосборного бассейна — 25,2 км².

## Данные водного реестра
По данным государственного водного реестра России относится к Нижневолжскому бассейновому округу, водохозяйственный участок реки — Большой Кинель от истока и до устья, без реки Кутулук от истока до Кутулукского гидроузла. Речной бассейн реки — Волга от верхнего Куйбышевского водохранилища до впадения в Каспий.
Код объекта в государственном водном реестре — 11010000812112100007763.